# Электроника-70
«Электроника-70» — советский настольный профессиональный программируемый калькулятор. Разработан в 1970 году в Центральном бюро применения и нормализации полупроводниковых приборов (ЦБ ПНПП) при Научно-исследовательском институте № 35 Министерства электронной промышленности СССР, сейчас —  НИИ «Циклон».
Использовался для научно-технических расчётов, а также автоматизации задач управления производственными процессами, автоматическими измерениями и контролем. Для ввода информации могли использоваться внешние цифровые измерительные приборы, подключаемые непосредственно к устройству.
Размеры: 50x40x21 см; масса: 18 кг; потребляемая мощность: 75 Вт.

## Технические параметры
Калькуляторы «Электроника-70» и «Электроника-70М» дают возможность:
- производить арифметические действия (0,02 сек);
- извлекать квадратный корень (0,04 сек);
- вычислять прямые и обратные значения тригонометрических, а также гиперболических функций (0,3 сек);
- вычислять натуральные и десятичные логарифмы и антилогарифмы вещественных чисел (0,05 — 0,015 сек);
- определять целую часть и модуль чисел;
- преобразовывать полярные координаты в декартовы и наоборот (0,3 сек);
- производить сложение и вычитание двумерных векторов.

Расчёты могут производиться как с плавающей, так и с фиксированной запятой. Вычисления с плавающей запятой выполняются для 12-разрядных чисел (по другим данным, использовалось 15 разрядов), а на индикаторе отображается их представление в виде мантиссы с десятью значащими цифрами и порядка в виде двух разрядов. 
Базовый функционал этих ЭКВМ может быть расширен путём подключения внешнего периферийного оборудования, например — электростатического цифропечатающего модуля, двухкоординатного графопостроителя, оптического считывателя бумажных карт и внешнего запоминающего устройства «Электроника-72», в котором имеется 248 регистров (можно хранить хранения 248 числовых данных или 3472 шагов программы). Через дополнительный буфер можно также подсоединять перфораторное устройство, считыватель данных с перфоленты и другую периферию. 
В режиме программирования функционал мог использоваться полностью, также можно было использовать условные и безусловные переходы. В памяти могло храниться до 196 команд, её объём —  23 регистра по 16 десятичных разрядов. Время обращения к памяти — 1,6 микросекунд, объём — 3800 бит (40 шестнадцатиразрядных регистров). Диапазон вычислений: от 10-98 до 1099, точность — до 10-8%. 
Для «Электроники-70» выпускались учебники программирования. Созданное программное обеспечение для калькуляторов «Электроника-70» и «Электроника-70М» записывается на магнитную карту размером 5 × 9 см, что позволяет использовать его неограниченное число раз. 

## Практическое использование
«Электроника-70» использовалась для научных исследований, автоматизации измерений и контроля, а также технологических процессов, проектирования, задач экономики. Имелась программная библиотека более чем на 100 типичных программ для решения типовых расчётных задач в области физики, химии и других естественных наук. Некоторые программы подходили для геодезических задач, поэтому Производственный и научно-исследовательский институт по инженерным изысканиям в строительстве Госстроя СССР (ПНИИИС) предлагал калькулятор для соответствующего использования.
Простые автоматизированные измерительные системы в 1970-х учёные конструировали в том числе на основе электронно-клавишных вычислительных машин (ЭКВМ), что было относительно дёшево и обеспечивало требуемую точность. При помощи «Электроники-70» решали такие разнообразные задачи, как оценка нестабильности частоты излучения лазера, измерение показателя преломления воздуха, измерение угла поворота с точностью до 10-2 градуса. Однако калькулятор не имел электронного канала ввода данных, который разрабатывался и собирался отдельно самими учёными.
Другой пример использования — в медицине, для контроля глубины наркоза: ЭКВМ «Электроника-70» подключается через аналого-цифровой преобразователь (цифровой вольтметр) к усилителю биопотенциалов, выводя на табло контрольные показатели.